# Український словотвір
Словотвір - це розділ мовознавства, що вивчає способи та особливості творення слів.
Словотвір в українській мові відбувається різними способами.

## Характеристика
В українській мові виділяють морфологічні та неморфологічні способи словотворення.
- До морфологічних способів належать такі типи творення[2]:
  - суфіксальний - спосіб творення слів, за якого нове слово твориться приєднанням суфікса до твірної основи: гарячий → гаряченький, слухати → слухач, вітер → вітерець;
  - префіксальний - спосіб творення слів, за якого нове слово твориться приєднанням префікса до цілого слова: давати → надавати, хто → ніхто, в'язати → прив'язати);
  - префіксально-суфіксальний - дозволяє створювати слова одночасним додаванням до твірної основи словотворчого префікса і суфікса: межа → безмежний, стіл - настільний;
  - безафіксний (безсуфіксний) - спосіб творення слів шляхом укорочення твірного слова: переходити → перехід, нічний → ніч.
  - складання основ і слів (спосіб творення слів, за якого дві й більше основи поєднуються в одне слово: хмари чесати → хмарочос, синій + жовтий → синьо-жовтий).
- При неморфологічних способах творення утворення нового слова відбувається:
  - через злиття цілого словосполучення (цього дня → сьогодні, добра ніч → добраніч);
  - через набуття ним нового значення: корінь (у рослин) → корінь (у математиці); супутник (людина) → супутник (літальний апарат);
  - шляхом переходу однієї частини мови в іншу: операційна, швидка.

Основоскладання — спосіб творення слів шляхом поєднання твірних основ кожного зі слів, що входять до базової сполуки — підрядної чи сурядної (хмарочос ← хмари чесати, життєпис ← життя писати, хвилеріз ← хвилі різати, лісостеп ← ліс і степ, синьо-жовтий ← синій і жовтий, кисло-солодкий ← кислий і солодкий). Словотворчим афіксом у таких випадках виступає інтерфікс — морфема, яка сполучає твірні основи. Цей спосіб творення може супроводжуватися суфіксацією (правосторонній ← права сторона, однобічний ← один бік, сільськогосподарський ← сільське господарство). Прикметники, утворені на базі сурядної сполуки слів, пишуться через дефіс (блакитно-синій, студентсько-викладацький, науково-технічний, мовно-літературний), а прикметники, утворені на базі підрядної сполуки — разом (народногосподарський, лівобережний, важкоатлетичний, західноукраїнський). Складання може відбуватися і без інтерфікса (всюдихід ← всюди ходити). Окремо виділяють складання слів (батько-мати ← батько і мати, хліб-сіль ← хліб і сіль, мед-пиво ← мед і пиво, срібло-золото ← срібло і золото, туди-сюди ← туди і сюди). Твірні основи можуть укорочуватися при поєднання, тоді цей спосіб словотвору називається телескопією. Слова, утворені способом складання, називаються складними.
Ще одним різновидом словотвору є абревіація. Складноскорочені слова (абревіатури) можуть утворюватися:
- складанням частин кожного з твірних слів, що входять до базового словосполучення (завмаг ← завідувач магазином),
- складанням частини твірного слова і цілого твірного слова (держадміністрація ← державна адміністрація, медсестра ← медична сестра),
- складанням назв початкових літер твірних слів (УТН ← Українські телевізійні новини, ЛПУ ← Ліберальна партія України),
- складанням початкових звуків твірних слів (загс ← запис актів громадянського стану, ДЕК ← державна екзаменаційна комісія),
- складанням початкових частин і звуків, літер, цифр тощо (облвно ← обласний відділ народної освіти, СУ-15 ← від Сухий, прізвища конструктора).